# Димитрије Аргировић
Димитрије Аргировић познат као Мита Аргир (Лесковац, 1872 - ?) најистакнутији је потомак грчко-цинцарске породице Аргировић која се доселила у Лесковац из околине Охрида.

## Биографија
Отац му је преминуо када је имао седам година, те је њега и његовог две године старијег брата Гаврила чувао стриц. По завршетку основне школе власт га је послала у Београд на изучавање заната и случајно се погодило да је постао шегрт у радњи Узија Пијаде. Као помоћник је радио од 12. до 20. године. Када је завршио занат и Трговачку школу вратио се у Лесковац. 
Фебруара 1900. године оженио се Мариолом и већ у јесен им се родио први син, Владимир, а касније су изродили још шесторо деце.
Мита је водио књиге трговцима, а после је скоро 30 година био благајник у Поп-Наћиној банци и Рингов - циглани Рафајловић-Бејаз.